# エール (清木場俊介の曲)
「エール」は、日本の歌手、清木場俊介のシングルである。2010年10月27日発売。

## 概要
前作「魔法の言葉」以来1ヶ月ぶりのリリースで、3タイトル連続リリースの第2段。同時にアルバム『ROCK&SOUL』からの先行シングルでもある。
レーベル移籍後、初となるミディアム・バラード・シングル。
ミュージック・ビデオの舞台は前作同様、地元山口県宇部市で、今回も清木場の母や中学校の生活指導の教諭、他には清木場の昔の仲間が出演している。この楽曲のミュージック・ビデオは、ドキュメンタリーMV"宇部三部作"の第二部「望郷結集篇」にあたる。
2010年11月8日付のオリコン週間シングルランキングで10位を記録した。

## 収録曲
1. エール [4:33]
（作詞：清木場俊介 / 作曲：清木場俊介・川根来音 / 編曲：弥吉淳二 / ストリングスアレンジ：岡村美央）
本人曰く「『今。』『生きる証』とともに“生き様三部作”」[5]。
2. キミが居なければ [4:10]
（作詞：清木場俊介 / 作曲：清木場俊介・川根来音 / 編曲：弥吉淳二 / ストリングスアレンジ：鎌田真吾）
3. エール - Instrumental [4:32]

## 参加ミュージシャン
| エール - 清木場俊介：Vocal, Chorus - 村石雅行：Drums - 小池ヒロミチ：Electric Bass - 弥吉淳二：Electric Guitar, Acoustic Guitar, Tambourine - 染谷俊：Piano - 岡村美央ストリングス：Strings | キミが居なければ - 清木場俊介：Vocal, Chorus - 朝倉真司：Drums - 小池ヒロミチ：Electric Bass - 弥吉淳二：Acoustic Guitar, Tambourine - 染谷俊：Piano - 大和田保紀：Programming - 林こずえストリングス：Strings |

## 収録アルバム
エール
- BALLAD SELECTION
- ROCK&SOUL
- ROCK&SOUL 2010-2011 LIVE

キミが居なければ
- LOVE SONGS 〜BALLAD SELECTION〜